# Lorenz von Stein

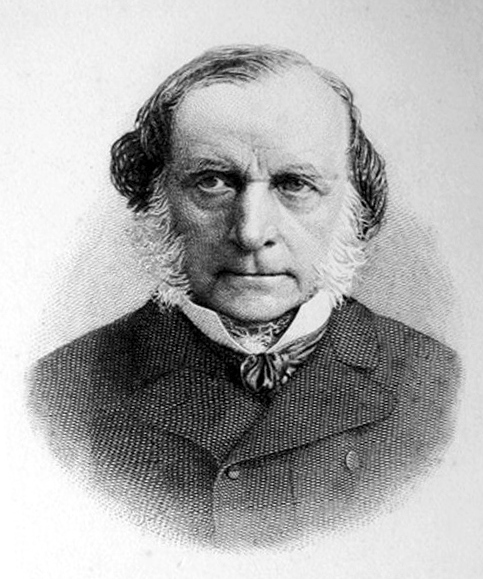
Lorenz von Stein

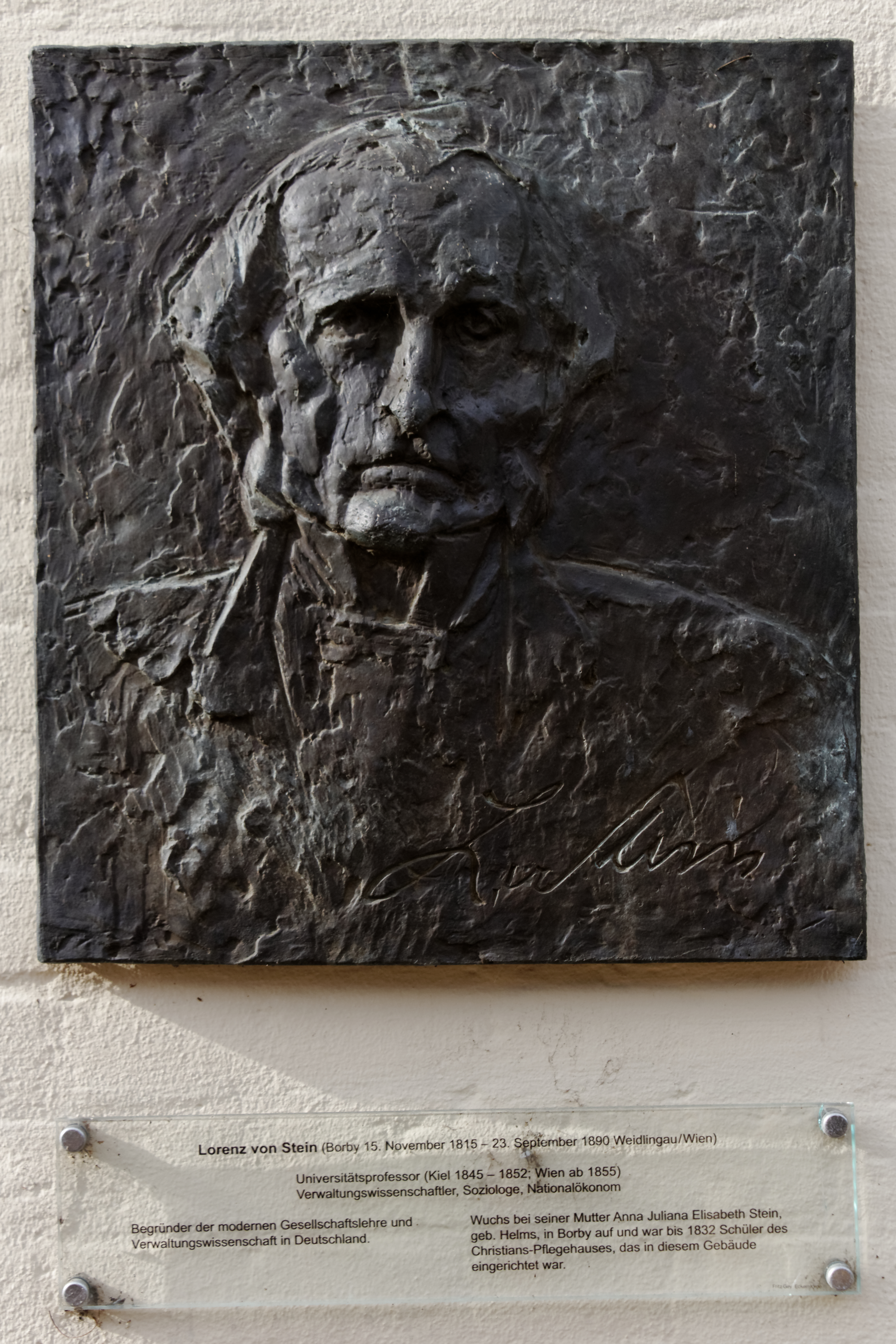
Bronzerelief am ehemaligen Christianspflegehaus in Eckernförde

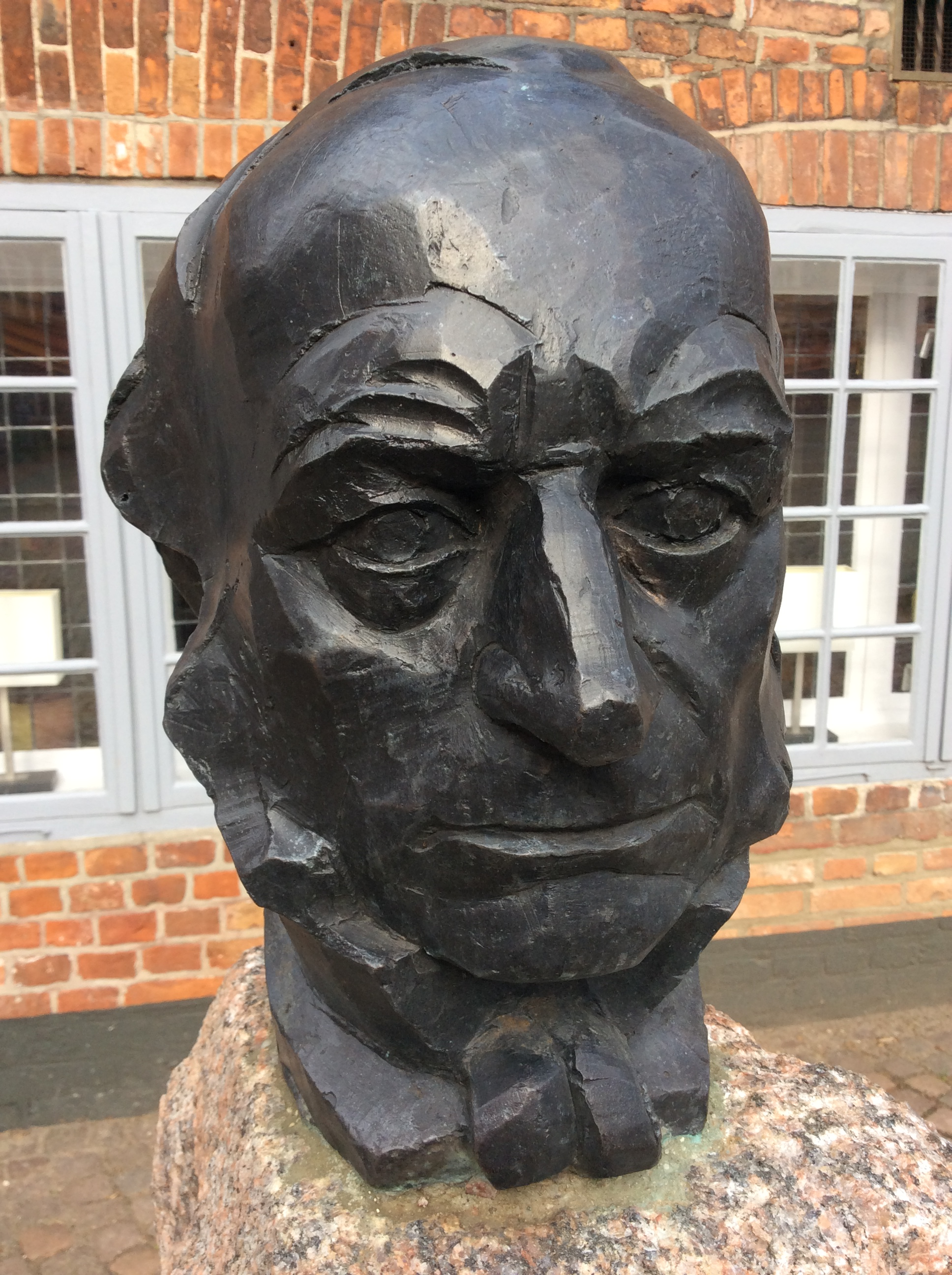
Lorenz-von-Stein-Büste in Eckernförde; 2015 geschaffen von Manfred Sihle-Wissel

Lorenz Stein, seit 1868 Ritter von Stein (* 15. November 1815 in Borby bei Eckernförde als Wasmer Jakob Lorentz; † 23. September 1890 in Hadersdorf-Weidlingau, heute zu Wien), war ein deutscher Staatsrechtslehrer, Soziologe und Nationalökonom.

## Biographie

### Leben in Dänemark
Bis 1832 war er Schüler des Christians-Pflegeheims in Eckernförde. Das Gebiet war bis 1864 zusammen mit den Herzogtümern Schleswig, Holstein und Lauenburg Teil des dänischen Gesamtstaates. Von 1835 bis 1839 studierte Stein an den Universitäten in Kiel und Jena Philosophie und Rechtswissenschaft. Während seines Studiums wurde er 1836 Mitglied der Burschenschaft Albertina Kiel und 1837 Mitglied der Vereinigten Burschenschaft auf dem Burgkeller Jena.
1841 wurde er an der Universität Kiel promoviert. In den Jahren 1841/42 folgten Studien- und Forschungsaufenthalte in Berlin und Paris. Nach seiner Habilitation in Kiel wurde er ebendort erst Privatdozent und 1846 außerordentlicher Professor der Staatswissenschaften. 1848 hielt Stein sich als Beobachter für die Frankfurter Nationalversammlung noch einmal in Paris auf.
Bei den Wahlen zur konstituierenden schleswig-holsteinischen Landesversammlung 1848 scheiterte er im 4. holsteinischen Wahlbezirk (Kiel, Plön). In einer Nachwahl am 28. März 1850 wurde er dann im 23. Holsteinischen Wahlbezirk (Preetz) in die Landesversammlung gewählt.
Wegen seiner aktiven Beteiligung an der schleswig-holsteinischen Bewegung gegen Dänemark wurde er 1852 seines Kieler Professorenamtes entbunden.

### Leben in Österreich

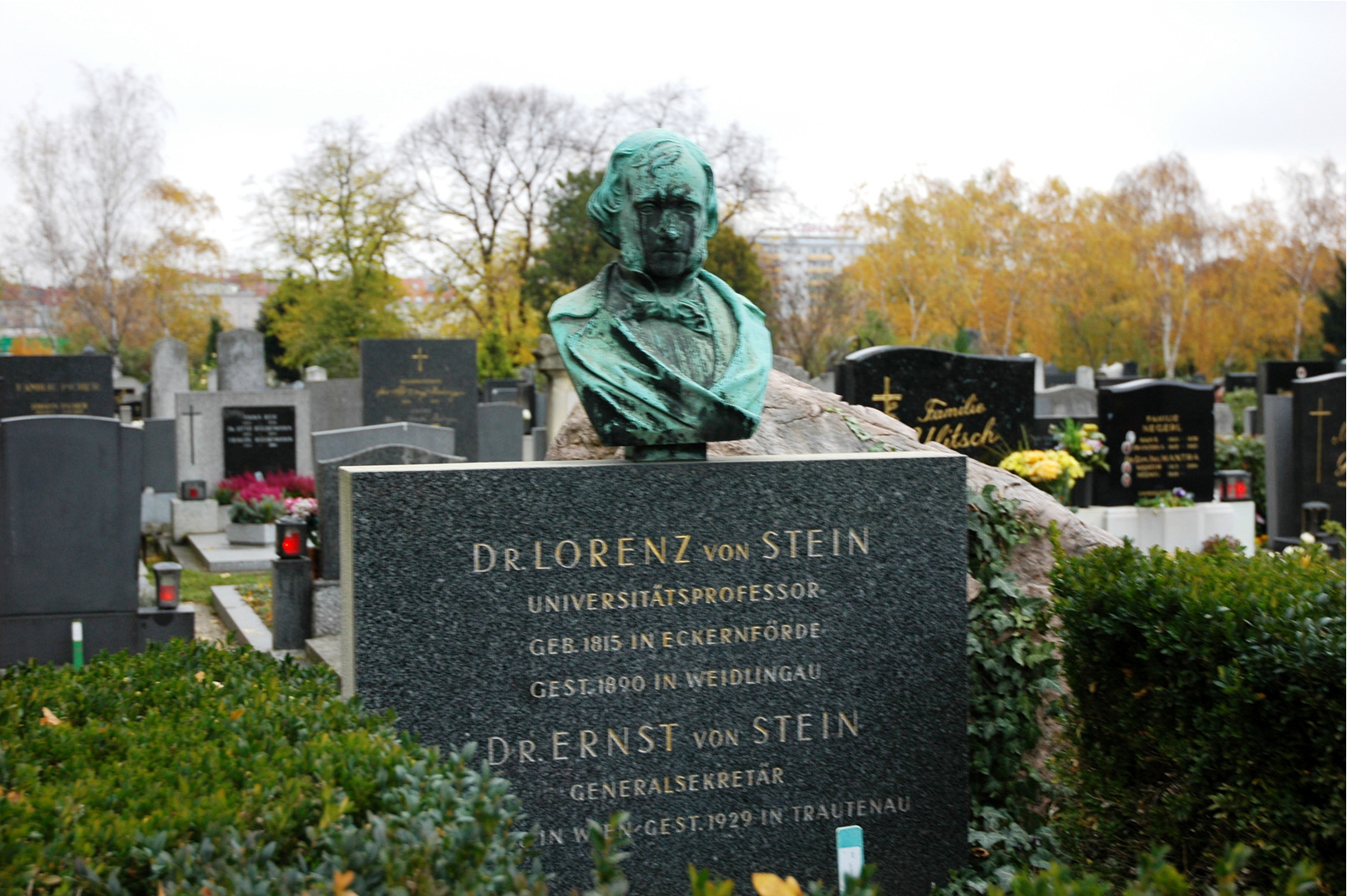
Grabstätte auf dem Evangelischen Friedhof Matzleinsdorf, Wien

Ab 1855 war er ordentlicher Professor für Politische Ökonomie an der Universität Wien, wo er dreißig Jahre wirkte. Im Dezember 1874 wurde er als korrespondierendes Mitglied in die Russische Akademie der Wissenschaften in Sankt Petersburg aufgenommen. Kaiser Franz Joseph verlieh Stein mit Kabinettsschreiben vom 14. August 1868 den Orden der Eisernen Krone III. Klasse, mit dem aufgrund der Ordensstatuten die Erhebung in den erblichen österreichischen Ritterstand verbunden war. Das entsprechende Adelsdiplom mit Verleihung eines Wappens wurde am 8. November 1868 ausgestellt.
Er verstarb 1890 auf seinem Landsitz in Weidlingau bei Wien. Stein wurde auf dem Evangelischen Friedhof Matzleinsdorf (Gruppe 17, Nr. 227) beigesetzt.
In Wien-Penzing (14. Bezirk) ist die Lorenz-Stein-Straße nach ihm benannt und in Eckernförde der Lorenz-von-Stein-Ring.
Sein Sohn Alwin (Ritter von) Stein (* 1848 in Kiel; † 1919 in Wien) war Maler.

## Werk und Wirkung
Als einer der ersten deutschen Interpreten des französischen Sozialismus und Kommunismus setzte Stein bedeutende Impulse für die politische Ideengeschichte in Deutschland. In seinen frühen theoretischen Arbeiten versuchte Stein eine Vermittlung zwischen der systemkritischen Perspektive von Sozialismus und Kommunismus mit dem bürgerlich-liberalen Fortschrittsgedanken.
In seinen späteren Theorie-Schriften hob Stein den starren Gegensatz zwischen der allgemeinen Staatsidee und den jeweils besonderen gesellschaftlichen Interessen auf. Er postulierte eine Aufgabenverschiebung öffentlichen Handelns vom Rechtsstaat zum Sozialstaat. Von ihm stammt der Begriff der „socialen Demokratie“.
Von Stein teilte im Jahre 1860 das gesamte Staatsvermögen in Staatsbesitz und Staatsdomänen ein. Während er unter Staatsbesitz alle ertraglosen Güter verstand, bezeichnete er als Staatsdomänen die „Gesammtheit der für Urproduction und Landwirthschaft bestimmten Staatsgüter“ (also Land- und Forstwirtschaft, Bergbau und Fischerei). „Gesälle“ nannte er alle Einnahmen aus Staatsdomänen, also Lehen und Pacht.
Ein Einfluss der stein’schen Ideen auf Karl Marx gilt als wahrscheinlich, ist aber nicht nachgewiesen. Eine besondere Rezeption im Japan der Meiji-Restauration ist belegt. Er beriet 1882 gemeinsam mit dem Rechtswissenschaftler Rudolf von Gneist (1816–1895) den späteren japanischen Ministerpräsidenten Itō Hirobumi (1841–1909) in Fragen der ersten japanischen Verfassung.

## Lorenz von Stein-Gesellschaften
In Kiel wirkt die Lorenz von Stein-Gesellschaft zu Kiel e. V. mit vorwiegend rechtspolitischem Tätigkeitsfeld. Die Gesellschaft versteht sich zugleich als Förderverein des Lorenz-von-Stein-Instituts für Verwaltungswissenschaften, eines Instituts der Rechtswissenschaftlichen Fakultät der Christian-Albrechts-Universität zu Kiel.
In Mannheim fungiert eine Lorenz-von-Stein-Gesellschaft als eingeschriebener Verein zur Förderung des Mannheimer Zentrums für Europäische Sozialforschung (MZES) an der Universität.

## Werke (Auswahl)
- Der Socialismus und Communismus des heutigen Frankreichs, Leipzig 1842[9], 2. Aufl. 1847.
- Die sozialistischen und kommunistischen Bewegungen seit der dritten französischen Revolution, Stuttgart 1848.
- Geschichte der sozialen Bewegung in Frankreich von 1789 bis auf unsre Tage, 3 Bde. Leipzig 1850.
- Geschichte des französischen Strafrechts, Basel 1847.
- Französische Staats- und Rechtsgeschichte, 3 Bde. Basel 1846–48.
- System der Staatswissenschaft, Bd. 1: Statistik etc., Basel 1852; Bd. 2: Gesellschaftslehre, Basel 1857.
- Zur preußischen Verfassungsfrage. In: Deutsche Vierteljahresschrift 1852.
- Die neue Gestaltung der Geld- und Kreditverhältnisse in Österreich, Wien 1855.
- Lehrbuch der Volkswirtschaft, Wien 1858; 3. Aufl. als Lehrbuch der Nationalökonomie, 3. Aufl. 1887.
- Lehrbuch der Finanzwissenschaft, 4 Bde. Leipzig 1860; 5. Aufl. 1885–86.
- Die Lehre vom Heerwesen, Stuttgart 1872.
- Verwaltungslehre, 8 Bde. Stuttgart 1865–84 (Gilt als bedeutendstes Werk, eine umfassende, nicht zum Abschluss gelangte Behandlung desjenigen Gegenstandes, den man sonst als Polizeiwissenschaft zu behandeln pflegt.)

(Bd. 1. 1865 Digitalisat und Volltext im Deutschen Textarchiv, Bd. 2 (2,1) 1866 Digitalisat und Volltext im Deutschen Textarchiv, Bd. 3 (2,2) 1867 Digitalisat und Volltext im Deutschen Textarchiv, Bd. 4. 1867 Digitalisat und Volltext im Deutschen Textarchiv, Bd. 5. 1868 Digitalisat und Volltext im Deutschen Textarchiv, Bd. 6. 1868 Digitalisat und Volltext im Deutschen Textarchiv, Bd. 7. 1868 Digitalisat und Volltext im Deutschen Textarchiv; Bd. 8 erst 1884, im Anschluss an die 2. Aufl. erschienen).
* Handbuch der Verwaltungslehre, 3 Bde. Stuttgart 1870 (Digitalisat und Volltext im Deutschen Textarchiv); 3. Aufl. 1889.
Weitere Werke:
- Zur Eisenbahnrechtsbildung, Wien 1872.
- Die Frau auf dem Gebiet der Nationalökonomie, Stuttgart 1875, 6. Aufl. 1886.
- Gegenwart und Zukunft der Rechts- und Staatswissenschaft Deutschlands, Stuttgart 1876.
- Der Wucher und sein Recht, Wien 1880.
- Die drei Fragen des Grundbesitzes und seiner Zukunft, Stuttgart 1881.
- Das gesellschaftliche Labyrinth. Texte zur Gesellschafts- und Staatstheorie. Eingel. und hrsg. von Klaus H. Fischer, Schutterwald/Baden 1992.
- Alpenrosen. Gedichte. Eingel. und hrsg. von Klaus H. Fischer, Schutterwald/Baden 1994.